# Le Planois (Belgique)
Pour les articles homonymes, voir Le Planois.
Le Planois est un hameau de la commune belge de Mettet située en Région wallonne dans la province de Namur.
Avant la fusion des communes de 1977, Le Planois faisait partie de la commune de Biesme.

## Situation
Le hameau se situe à l'orée d'importants massifs forestiers situés au nord. Il s'articule le long de la rue du Planois entre les hameaux de Noéchamps et de Devant-les-Bois avec lesquels il forme un ensemble habité continu de presque 4 km de long en bordure des bois. le village de Biesme jouxte le hameau par le sud et celui de Mettet se situe à environ 5 km au sud-est.

## Patrimoine
La chapelle du Sacré-Cœur de style néo-gothique a été bâtie vers 1905 en grès rose et avec soubassement et contreforts en pierre calcaire. Deux autres petites chapelles ont été construites le long de la rue du Planois.

## Activités
L'école libre subventionnée Sainte-Thérèse accueille les enfants de l'enseignement maternel.
Le hameau compte une équipe de balle pelote.